# Scotolemon terricola
Scotolemon terricola is een hooiwagen uit de familie Phalangodidae.